# Пйотр Маньковський
Пйотр Маньковський (пол. Piotr Mańkowski, 1 листопада 1866, с. Саїнка, тепер Чернівецький район, Вінницька область, Україна — 8 квітня 1933, Галичина) — польський релігійний католицький діяч. Єпископ Кам'янець-подільської дієцезії РКЦ.

## Життєпис
Син Валерія Маньковского та його дружини Теклі з Лазьніньських. Брат індіаніста Лєона і письменника, драматурга Алєксандера Маньковських.
З 1872 року проживав, навчався у Дрездені спочатку приватно, потім в німецьких школах. 1885 року склав матуру. Закінчив агрономічні студії у Вроцлаві. Осів у дідичних маєтках (Сліди, Романки Могилів-Подільського повіту). 1896 року вступив до духовної семінарії в Житомирі. У 1899 році отримав капланські свячення, став вікарієм катедри Житомира. З 1902 року — пробощ у м. Кам'янець-Подільський. В 1906 році сприяв переїзду та діяльності «негабітованого» згромадження «Доньок Найсвятішого Серця Марії», яке влада визнала нелегальним. Через це 1911 року був усунутий з парафії без права заміни іншою посадою. В Житомирі став канцеляристом Курії єпископа. Учасник Евхаристичних конгресів в Лондоні (1908), Відні (1912), Люрді (1914). Початок І-ї світової зустрів у Кракові, не міг добратись до Житомира. 1917 сандомирський біскуп М. Рикс призначив генеральним вікарієм зайнятої Австро-Угорщини частини Луцько-Житомирської дієцезії. 24 вересня 1918 став преконізований єпископом відновленої Кам'янецької дієцезії РКЦ. Висвячений 30 листопада, «інґрес» — грудень 1919.
Після Берестейського миру (на початку 1920-х) перебував у Бучачі як ординарій Кам'янець-подільської дієцезії РКЦ. Тут заснував Малу духовну семінарію. Брав участь у відновленні діяльності РКЦ в Західній Україні. 1926 року подав у відставку з посади єпископа, переїхав до Володимира. Був призначений архиєпископом еґейським, прелатом архидяикона Луцької капітули РКЦ.
Помер у вагоні потяга між Перемишлем та Львовом. Був похований у криптах Луцької катедри.
Автор 3-х томів спогадів, інших праць.